# 天体一覧
天体一覧（てんたいいちらん）は、天体の一覧の一覧。
- 太陽系の天体の一覧
- 大きさ順の太陽系天体の一覧
- 静水圧平衡にある太陽系天体の一覧
- 太陽系の衛星の一覧
- 彗星の一覧
  - 周期彗星の一覧
  - 非周期彗星の一覧
- Category:小惑星の一覧
- 地球に月までの距離以内に接近する天体の一覧

- 最も近い・遠い天体の一覧

- 恒星の一覧
- Category:星座別の恒星の一覧
- 国際天文学連合が固有名を定めた恒星の一覧
- 明るい恒星の一覧
- 3等星の一覧
- 近い恒星の一覧
- 近くて明るい恒星の一覧
- 直径の大きい恒星の一覧
- 光度の大きい恒星の一覧
- 質量の大きい恒星の一覧
- 質量の小さい恒星の一覧
- 歴代の最も明るい恒星の一覧
- 超新星候補の一覧

- 褐色矮星の一覧
- コンパクト星の一覧

- 変光星の一覧
  - 半規則型変光星の一覧

- 複数惑星系の一覧
- 太陽系外惑星の一覧
  - 極端な太陽系外惑星の一覧
  - 居住するのに適した太陽系外惑星の一覧
  - ケプラー宇宙望遠鏡が発見した惑星の一覧

- メシエ天体の一覧
- ニュージェネラルカタログ天体の一覧
  - ニュージェネラルカタログ天体の一覧 (1-1000)
  - ニュージェネラルカタログ天体の一覧 (1001-2000)
  - ニュージェネラルカタログ天体の一覧 (2001-3000)
  - ニュージェネラルカタログ天体の一覧 (3001-4000)
  - ニュージェネラルカタログ天体の一覧 (4001-5000)
  - ニュージェネラルカタログ天体の一覧 (5001-6000)
  - ニュージェネラルカタログ天体の一覧 (6001-7000)
  - ニュージェネラルカタログ天体の一覧 (7001-7840)

- 惑星状星雲の一覧
- 超新星残骸の一覧
- 原始惑星状星雲の一覧
- 暗黒星雲の一覧

- 銀河の一覧
  - 渦巻銀河の一覧
- 銀河系の伴銀河一覧
- アンドロメダ銀河の伴銀河一覧
- 近い銀河の一覧
- クエーサーの一覧
- 銀河団の一覧

- ブラックホールの一覧